# کشتی بخار کلاس آمریکا
استیم‌شیپ کلاس امریکا (به انگلیسی: America-class steamship) یک کلاس از کشتی است که طول آن ۲۵۱ فوت (۷۷ متر) می‌باشد. کلاس آمریکا جایگزین کلاس بریتانیا ، ناوگان اولیه کشتی های بخار چوبی کانارد لاین بود.